# René Brecheisen
René Brecheisen, né le 23 octobre 1904 à Strasbourg et mort le 4 février 1945 à Seigburg, est un résistant français, en Alsace annexée de fait, pendant la Seconde Guerre mondiale. Il est un des fondateurs d'un réseau de passeurs auquel on attribue 600 évasions.

## Biographie
René Brecheisen est propriétaire du restaurant Coq de Bruyère, situé à l'angle de l'avenue de la Forêt-Noire et du boulevard de la Marne à Strasbourg.
Lorsque la Seconde Guerre mondiale éclate, début septembre 1939, il se réfugie à Senones sa femme et leurs quatre enfants. Après l'armistice du 22 juin 1940 et l'annexion de fait de l'Alsace, il choisit de regagner Strasbourg en juillet, mais son restaurant est occupé par des officiers allemands jusqu'en octobre 1940.
Une fois son établissement libéré, René Brecheisen renoue progressivement avec sa clientèle habituelle du quartier. Avec deux de ses amis, Charles Strohl et Joseph Deiber, il s'engage dans la Résistance. Le restaurant Zum Auerhahn (« Coq de Bruyère ») devient rapidement un point de rassemblement clandestin. René Brecheisen se spécialise dans l'assistance aux prisonniers de guerre (PG) évadés. Son épouse, Alice, accueille les fugitifs dans le restaurant et leur offre l'hébergement. Quand l'espace manque, ils sont dirigés vers Charles Strohl ou vers Eugénie Stich, sage-femme qui habite rue de l'Observatoire dans le même quartier. Joseph Deiber s'occupe particulièrement du ravitaillement en vivres, en habits et en fausses cartes d'identité. Il s'entoure d'une équipe de pourvoyeurs efficaces.

Une fois équipés, les évadés reprennent leur périple, accompagnés par deux passeurs : Léon Mettler et Albert Ott. Les itinéraires d'évasion empruntent principalement la vallée de Munster et le massif du Tanet, ou passent, en hiver, par Landange, près de Lorquin ainsi que par la vallée de la Bruche. Ces mêmes voies sont utilisées par les membres du groupe Équipe Pur Sang avec lequel des contacts sont pris.

Le 24 juillet 1940, le Troisième Reich rétablit de fait les frontières du traité de Francfort de 1871. C'est cette ligne que les réseaux de passeurs alsaciens et Mosellans font passer au fugitifs.

En mars 1942, à la suite d'une dénonciation, la filière est démantelée. René Brecheisen est arrêté dans son restaurant le 26 mars 1942. Après une première détention à Strasbourg, il est transféré au camp de sûreté de Vorbruck-Schirmeck le 12 mai 1942, puis ramené dans sa ville natale le 21 janvier 1943. Le Volksgerichtshof (« tribunal du peuple ») le juge les 6 et 7 août 1943 à Strasbourg. Il est condamné à dix ans de prison pour avoir aidé l'évasion de prisonniers de guerre et de jeunes Alsaciens réfractaires. Il est attribué 600 évasions à son réseau de passeurs,.
René Brecheisen est déporté le 13 septembre 1943 à Ludwigsburg, puis transféré à Siegburg le 4 avril 1944. Il meurt en déportation le 4 février 1945, laissant derrière lui une veuve et six enfants. Un office religieux commémoratif est célébré en son honneur le 26 juillet 1945 à l'église protestante Saint-Guillaume de Strasbourg.
Alice Brecheisen, qui soutient les activités clandestines de son mari, est arrêtée par les Allemands le 1er février 1943. Emprisonnée au camp de sûreté de Vorbruck-Schirmeck, elle est relâchée dès le 10 février, les preuves contre elle étant insuffisantes.

## Distinctions
- Médaille de la Résistance française par décret du 15 juin 1946[3].